# Dębina (powiat gostyński)
Dębina – osada w Polsce położona w województwie wielkopolskim, w powiecie gostyńskim, w gminie Krobia.
W okresie Wielkiego Księstwa Poznańskiego (1815-1848) folwark Dębina należał do wsi mniejszych w ówczesnym pruskim powiecie Kröben (krobskim) w rejencji poznańskiej. Dębina należała do okręgu sarnowskiego tego powiatu i stanowiła część majątku Niepart, którego właścicielem był wówczas (1846) Czarnecki. Do majątku Niepart przynależał także folwark Florynki. Według spisu urzędowego z 1837 roku Dębina liczyła 70 mieszkańców, którzy zamieszkiwali dwa dymy (domostwa).
W latach 1975–1998 miejscowość administracyjnie należała do województwa leszczyńskiego.
Obecnie miejscowość już nie istnieje. Budynki mieszkalne i majątku (folwarczne) zostały rozebrane w latach 80. XX wieku. Wśród zarośli widać tylko wystające fragmenty fundamentów.